# Мусина-Пушкина, Прасковья Васильевна
Графиня Прасковья Васильевна Мусина-Пушкина (урождённая Долгорукова; 17 апреля 1754 — 27 июня 1826, Санкт-Петербург) — жена генерал-фельдмаршала Валентина Платоновича Мусина-Пушкина, статс-дама, кавалерственная дама ордена Святой Екатерины малого креста.

## Биография
Дочь князя Василия Михайловича Долгорукова-Крымского от брака с Анастасией Васильевной Волынской. По отзывам современника в молодости была очень хорошенькой и отличалась любезностью.
В начале 1770-х г. вышла замуж за Валентина Платоновича Мусина-Пушкина. И она, и её муж пользовались большим влиянием и значением при дворе Екатерины II, не утратив влияния и в дальнейшем. После смерти императрицы в её бумагах была найдена её записка «В первое пожалование Пушкину в статс-дамы». Так что сразу по восшествии Павла I на престол, в ноябре 1796 года, Прасковья Васильевна была первой пожалована в статс-дамы, а при коронации императора, в апреле 1797 года, получила орден Святой Екатерины.
В свете её побаивались за властный и мужественный характер. Имея всего одного сына, Мусина-Пушкина чтобы увеличить его и без того огромное состояние женила его на своей племяннице, богатой наследнице Екатерине Яковлевне Брюс, причём исходатайствовала у Павла I разрешение для сына присоединить к фамилии и фамилию «Брюс». По рассказам современников, она также вынудила племянницу перед свадьбой написать завещание, по которому та оставляла всё состояние мужу.
В 1804 году Мусина-Пушкина овдовела. В московском Симоновом монастыре, под Трапезной церковью, где был похоронен её муж, она построила храм во имя святого мученика Валентина, попутно пожертвовав монастырю сумму в 20000 рублей.
Скончалась 27 июня 1826 года в Петербурге. После чего её тело было отпето в Никольском морском соборе и перевезено в Москву, где и похоронено рядом с мужем. А в 1836 году рядом был похоронен и её сын, после чего нижний храм запустел и разрушился. А в 1845 году в самом Трапезном храме был сооружён придел во имя святых мучеников Валентина и Параскевы и святого блаженного Василия. В 1930-е годы постройки храма были уничтожены, а в 1987 году при проведении реставрационных работ захоронения Валентиновского придела были вскрыты и исследованы. В 1994 году на месте упокоения супругов Мусиных-Пушкиных и их сына состоялась церковная служба, на которой присутствовали их потомки.

## Семья
Была замужем за генерал-аншефом, впоследствии фельдмаршалом Валентином Платоновичем Мусиным-Пушкиным (1735—1804). В браке имели сына и дочь:
- Анастасия Валентиновна (1774—1841), фрейлина, кавалерственная дама ордена св. Екатерины, замужем за сенатором, действительным тайным советником князем Павлом Петровичем Щербатовым (1762—1831).
- Василий Валентинович (1775—1836), обер-шенк, женат на последней графине Брюс, Екатерине Яковлевне (1776—1829), дочери П. А. Брюс и принял фамилию Мусин-Пушкин-Брюс. Жил с женой в разъезде. Был тесно связан с литературными и театральными кругами Петербурга, был хорошо знаком с Пушкиным. Потомства мужского пола не оставил. Имел трех внебрачных дочерей от красавицы-актрисы Нимфодоры Семёновны Семёновой (1788—1876), которую долгие годы содержал.

- Валентин Платонович, 
 муж
- Анастасия Валентиновна, 
дочь
- Василий Валентинович,  
сын
- Наталья Щербатова, внучка
- Прасковья Щербатова, внучка